# Sociedades complejas

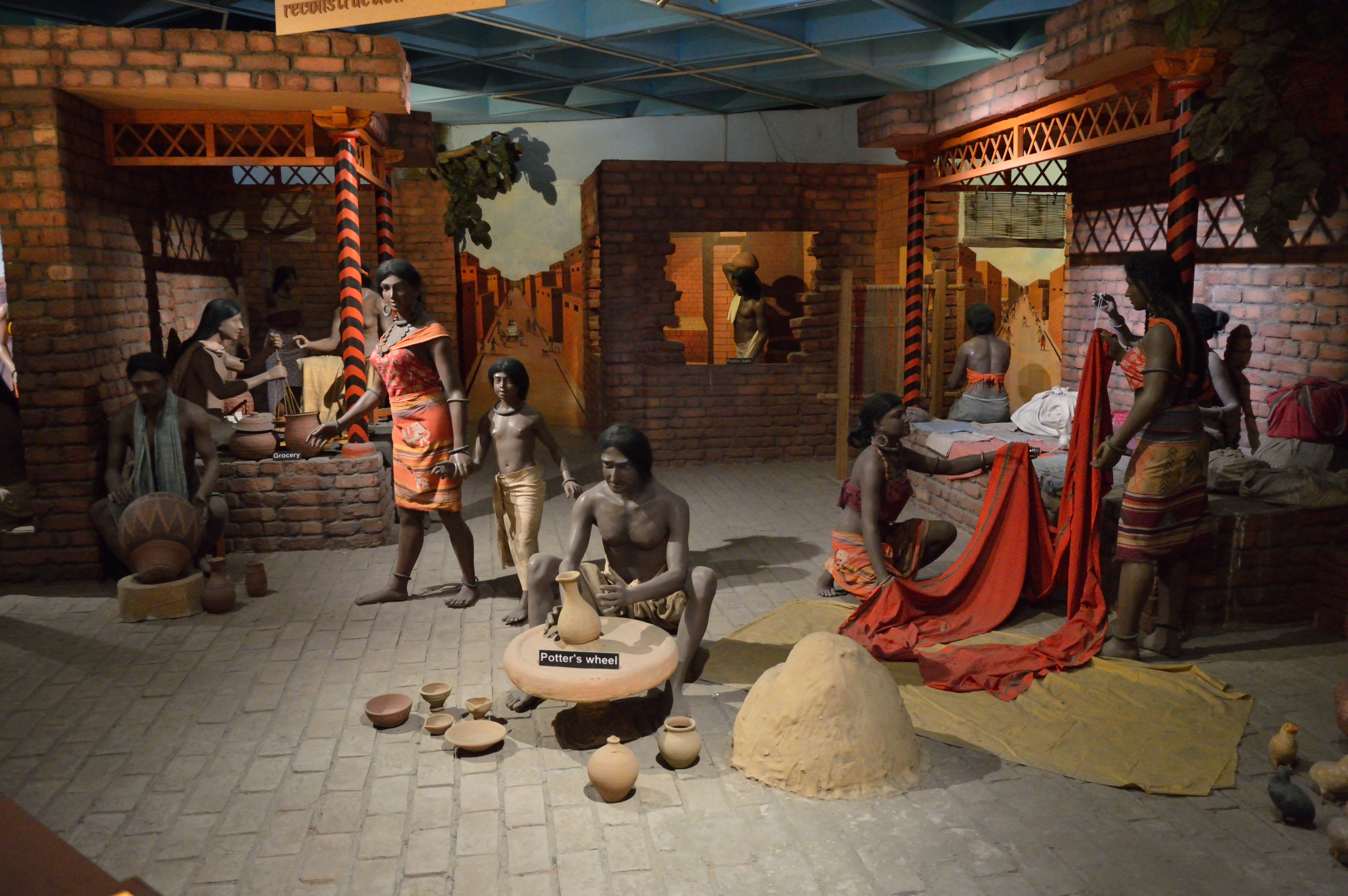
Diorama que representa escenas de la vida cotidiana en la cultura del Valle del Indo.

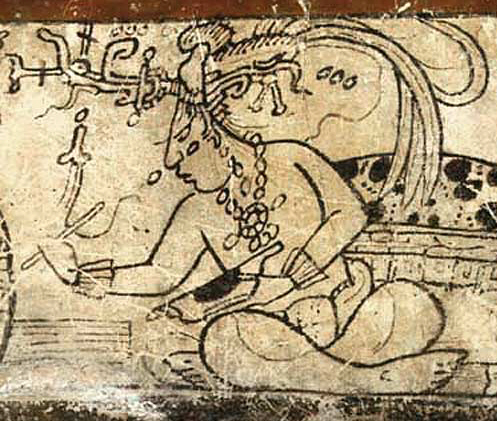
Dios maya del maíz representado con la iconografía propia de su patronazgo de la escritura.

Sociedad compleja es un concepto de las ciencias sociales, particularmente de la antropología y la arqueología, que se aplica a una formación social que se desarrolla con un nivel sofisticado de complejidad social. Los rasgos que caracterizan tal nivel de complejidad aparecen a partir de un determinado tamaño de la población de una comunidad humana (cuanto mayor sea la población, más compleja y rica tiende a ser la coexistencia de sus miembros), y se crecen con la extensión de la división del trabajo que especializa a miembros de esas sociedades en actividades particulares, haciendo que cada uno dependa de los demás para la obtención de bienes y servicios, dentro de un sistema regulado de usos y costumbres, como son las leyes, los sistemas jurídicos y las instituciones políticas, como es el Estado.>

## Concepto
La complejidad social, en este sentido, se refiere típicamente a la complejidad política, específicamente a la presencia de una jerarquía en la forma de una élite dirigente sostenida por un aparato burocrático, con su parafernalia asociada de edificios administrativos y residencias reconocibles en centros urbanos o proto urbanos (templos y palacios).
También son sociedades complejas, según esta definición, las sociedades agrícolas que proporcionan el excedente requerido para sostener una élite social que no produce alimentos. Explicar los orígenes de estos tipos de formaciones sociales, que aparecen en la mayor parte del mundo, es una de las principales tareas de la arqueología.

## Controversia

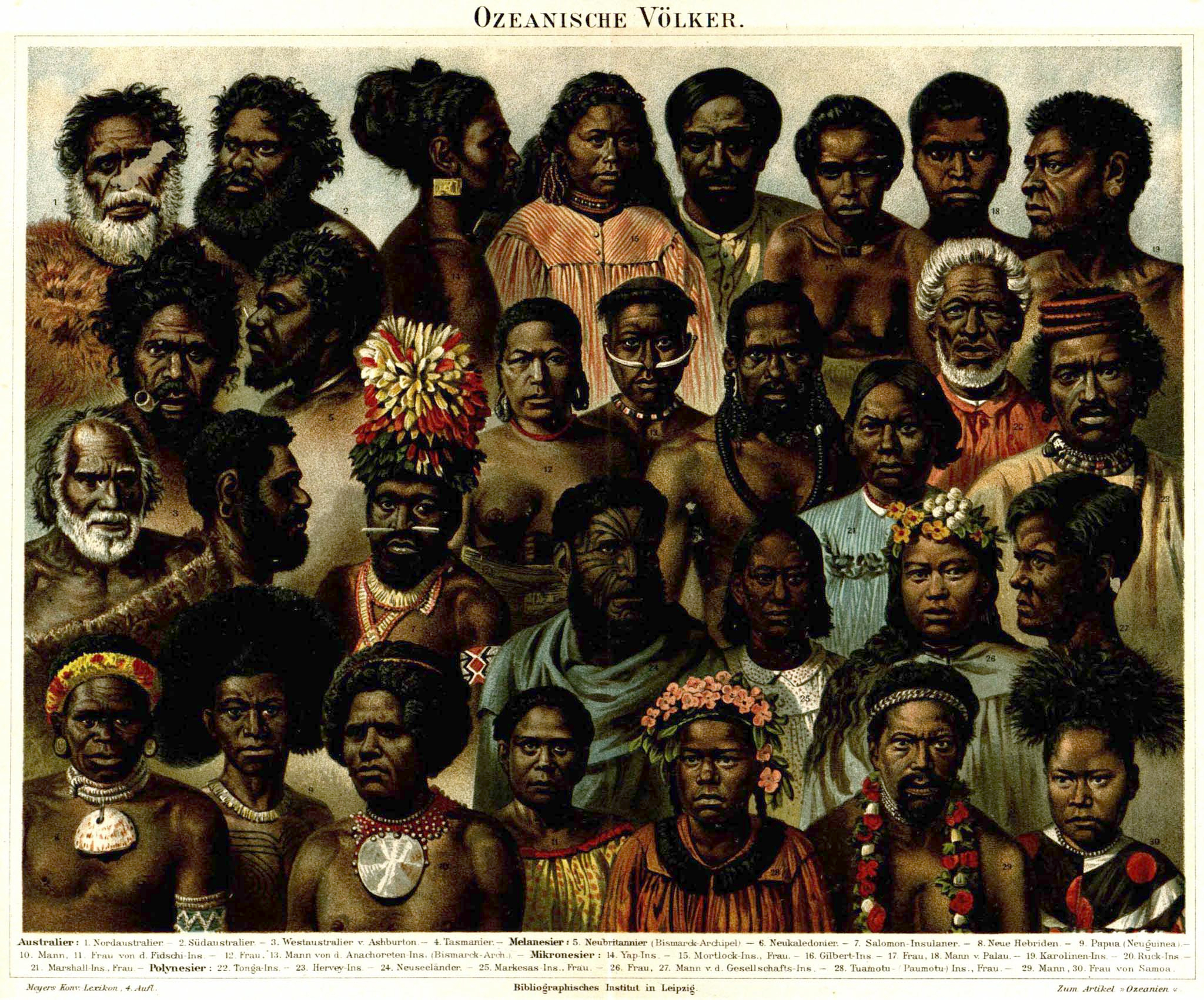
"Pueblos de Oceanía", ilustración de una obra de antropología de finales del.

Hay, no obstante, problemas con el término "complejidad" en este uso. Se ha argumentado que usar la organización política (o la sofisticación tecnológica, o la estrategia de subsistencia) como medida de complejidad refuerza los conceptos de superioridad de la civilización occidental sobre otras (o establece el propio concepto de "civilización" frente al de las supuestas "culturas primitivas"); mientras que si se toman otras perspectivas, determinados aspectos de ella resultan ser relativamente simples frente a la complejidad que muestran en otras sociedades, como las relaciones de parentesco de los aborígenes australianos.

## El colapso de las sociedades complejas, de Tainter
Según Joseph Tainter (The Collapse of Complex Societies, 2003) las sociedades se hacen más complejas cuando intentan resolver problemas; pudiéndose reconocer la complejidad social en la diferenciación y especialización de roles sociales y económicos y en los mecanismos que los coordinan, y por la confianza en la comunicación simbólica y abstracta, con la existencia de una clase de productores de información y analistas que no se involucran en la producción primaria de recursos. Tal complejidad requiere proporcionar un sustancial flujo de "energía" (en forma de consumo de recursos  u otras formas de riqueza).
Cuando una sociedad se enfrenta a un "problema", como una disminución en el flujo de energía, o una dificultad en su acceso, para lidiar con el desafío tiende a crear nuevos estratos de burocracia, infraestructuras o clases sociales. En el primer capítulo de la obra de Tainter se identifican diecisiete ejemplos de rápido colapso de sociedades, aplicando su modelo a tres case studies: el Imperio romano de Occidente, la civilización maya y la cultura Chaco.

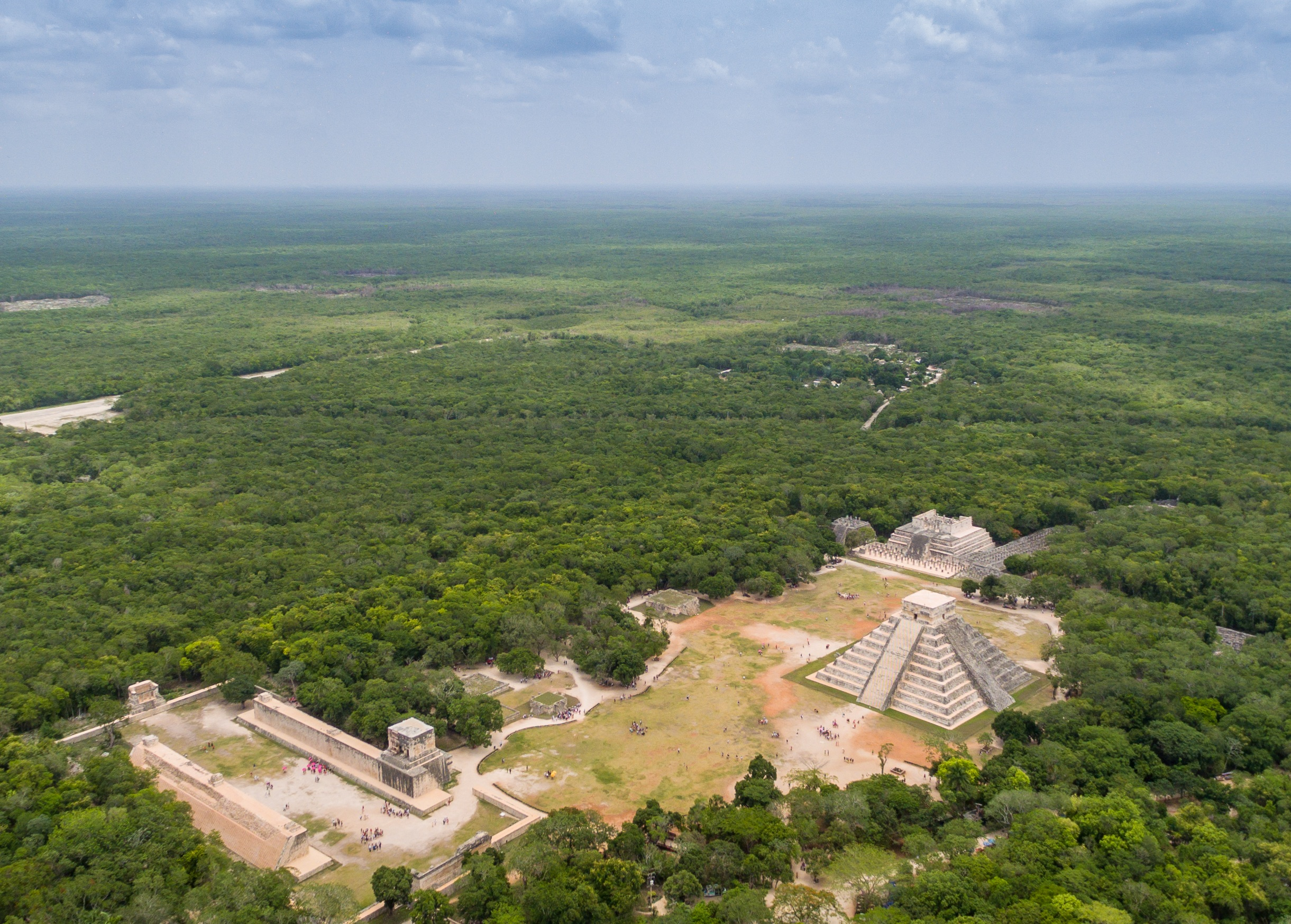
Chichén Itzá, uno de los principales conjuntos arqueológicos de la civilización maya.
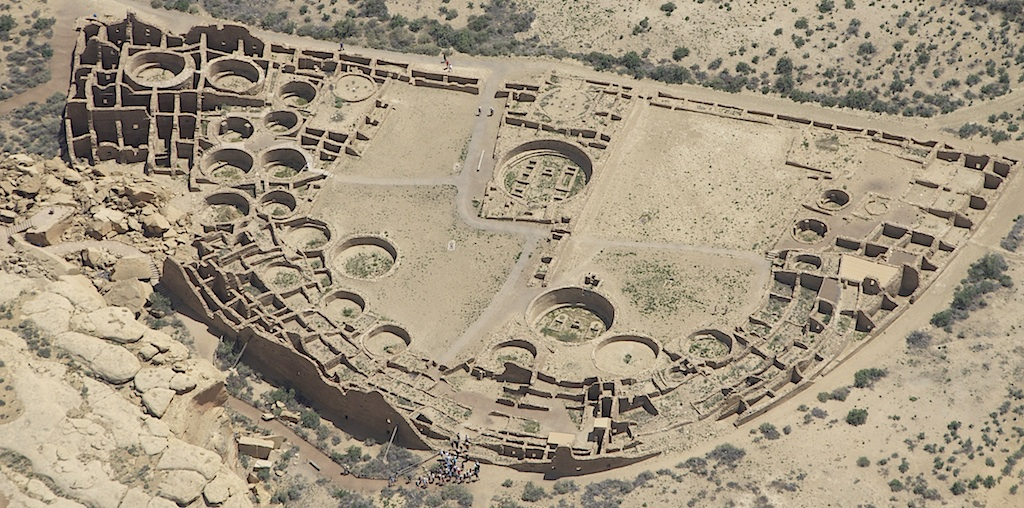
Pueblo Bonito, la principal estructura de la cultura Chaco.

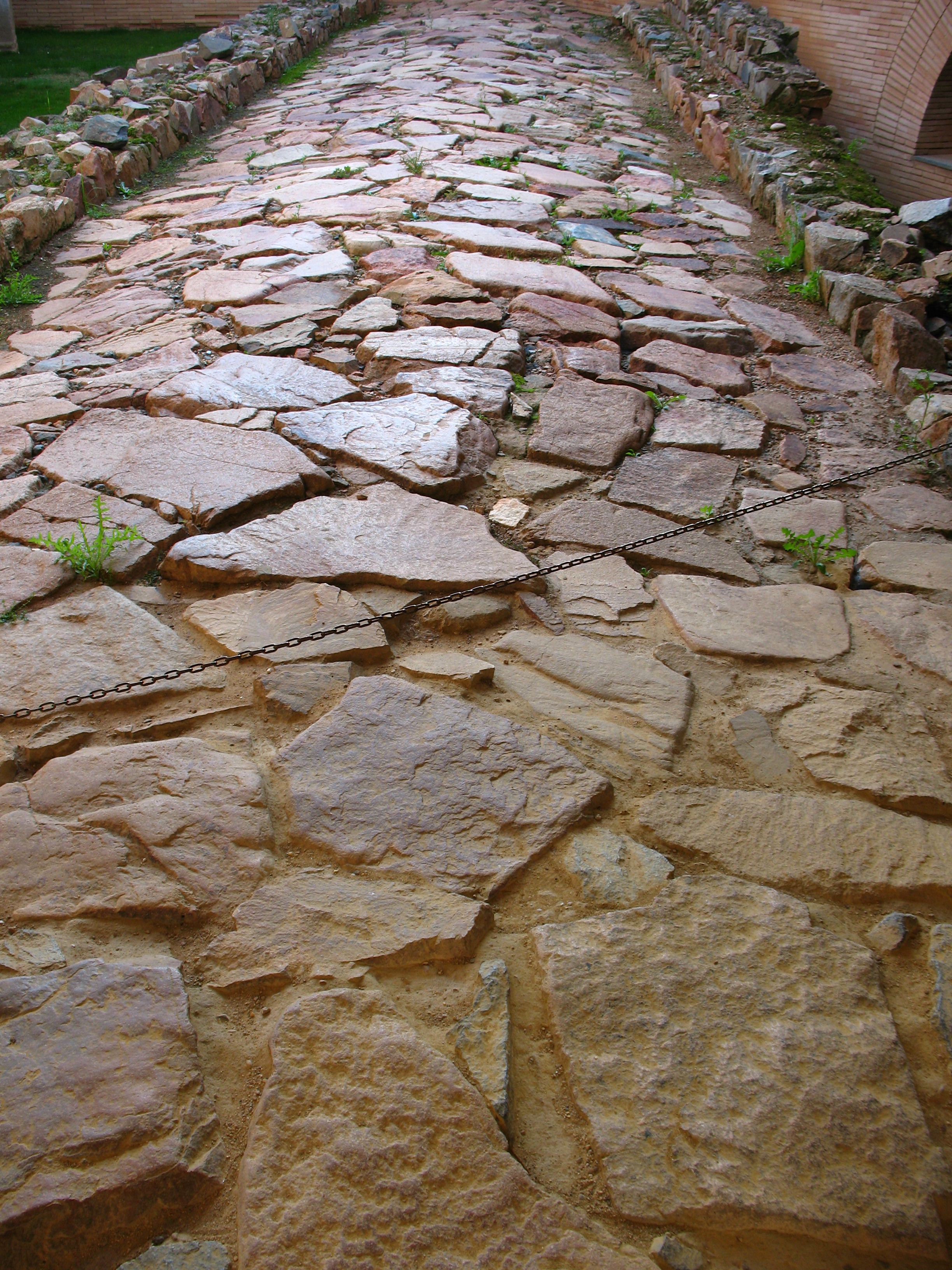
Calzada romana (Museo Nacional de Arte Romano de Mérida).

Así, cuando la producción agrícola romana disminuía al tiempo que aumentaba la población, haciendo caer la disponibilidad de energía per-capita, se aplicó como "solución" la conquista de territorios vecinos con la consiguiente apropiación de sus excedentes de energía (en forma de cereales, metales, esclavos, etc.) A medida que el Imperio crecía, el coste de mantener las comunicaciones, el ejército y la administración, crecía con él. A la larga, los costes se hicieron tan grandes que cualquier nuevo desafío, como fueron las invasiones o ciclos de malas cosechas, no podía ser resuelto con la adquisición de más territorio. Los intensos y autoritarios esfuerzos de mantener la cohesión por Domiciano y Constantino el Grande sólo condujeron a mayores tensiones sobre la población. El Imperio se dividió, y la mitad occidental se fragmentó en unidades políticas menores; la mitad oriental, más rica, fue capaz de sobrevivir más tiempo como una unidad, no colapsando, sino decayendo lentamente, mientras que sus poderosos vecinos tomaban ventaja de su debilidad. Más que una catástrofe para todos los involucrados, la caída del Imperio romano de Occidente fue algo racionalmente preferible para los individuos de la época, muchos de los cuales estuvieron mejor sin él, acogiendo a los bárbaros como liberadores.

## Casos
Casos en el Próximo Oriente y el Mediterráneo antiguos
Antiguo Oriente Próximo, Cuenca del Mediterráneo, civilización minoica, civilización micénica, pueblos antiguos de Italia, Tartessos
Casos en Asia Meridional
India (cultura del valle del Indo -Harappa-)
Casos en Extremo Oriente
China, Corea, Japón
Casos en el norte de Eurasia
Vieja Europa (civilización de la Vieja Europa), historia de la estepa central, escitas, tracios, tocarios, preindoeuropeos, indoeuropeos, celtas, germánicos
Casos en América
América precolombina (civilizaciones mesoamericanas -olmecas, mayas, aztecas-, civilizaciones andinas -preincaicas, incaica-)
Casos en África
Historia de África